# René Botteron
René Botteron, né le 17 octobre 1954 à Glaris en Suisse, est un ancien footballeur international suisse.

## Biographie
Né le 17 octobre 1954 à Glaris, René Botteron grandit dans le village de Netstal. En 1973, il arrive au FC Zurich depuis le club du FC Glaris, alors pensionnaire de 3e ligue (5e division suisse à l’époque), repéré par l’entraîneur Timo Konietzka à l’occasion d’entraînements que le club du Letzigrund organisait à l’intention des jeunes talents de la région. Il y remporte notamment trois titres nationaux consécutifs entre 1974 et 1976, ainsi que le doublé coupe-championnat en 1976, puis en devient le capitaine entre 1977 et 1980. Commence alors sa carrière hors des frontières helvétiques, du FC Cologne au 1.FC Nuremberg en passant par le Standard de Liège avec qui il joue la finale de la Coupe des coupes en 1982.
En 1983, il revient en Suisse, au FC Bâle avec qui il se lie jusqu’en 1988, dont une dernière année marquée par de vaines tentatives de retour à la suite de blessures.

## Statistiques
| Saison                | Club                  | Championnat           | Championnat | Championnat | Coupe(s) nationale(s) | Coupe(s) nationale(s) | Compétition(s) continentale(s) | Compétition(s) continentale(s) | Compétition(s) continentale(s) | Suisse | Suisse | Total | Total |
| Saison                | Club                  | Division              | M.          | B.          | M.                    | B.                    | Comp.                          | M.                             | B.                             | M.     | B.     | M.    | B.    |
| 1973-1974             | FC Zurich             | LNA                   | 26          | 3           | 3                     | 0                     | C2                             | 6                              | 1                              | 1      | 0      | 36    | 4     |
| 1974-1975             | FC Zurich             | LNA                   | 26          | 3           | 7                     | 2                     | C1                             | 2                              | 0                              | 8      | 0      | 43    | 5     |
| 1975-1976             | FC Zurich             | LNA                   | 25          | 1           | 11                    | 1                     | C1                             | 2                              | 0                              | 8      | 0      | 46    | 2     |
| 1976-1977             | FC Zurich             | LNA                   | 32          | 6           | 4                     | 0                     | C1                             | 8                              | 0                              | 8      | 0      | 52    | 6     |
| 1977-1978             | FC Zurich             | LNA                   | 32          | 6           | 5                     | 0                     | Intertoto C3                   | 4                              | 0                              | 7      | 0      | 52    | 6     |
| 1978-1979             | FC Zurich             | LNA                   | 32          | 14          | 5                     | 5                     | -                              | -                              | -                              | 7      | 0      | 44    | 19    |
| 1979-1980             | FC Zurich             | LNA                   | 35          | 10          | 3                     | 2                     | C3                             | 2                              | 0                              | 2      | 0      | 42    | 12    |
| Sous-total            | Sous-total            | Sous-total            | 208         | 43          | 38                    | 10                    | -                              | 28                             | 1                              | 41     | 0      | 315   | 54    |
| 1980-1981             | FC Cologne            | Bundesliga            | 33          | 3           | 1                     | 0                     | C3                             | 8                              | 0                              | 12     | 2      | 54    | 5     |
| 1981-1982             | FC Cologne            | Bundesliga            | 6           | 0           | 1                     | 0                     | -                              | -                              | -                              | 4      | 0      | 11    | 0     |
| Sous-total            | Sous-total            | Sous-total            | 39          | 3           | 2                     | 0                     | -                              | 2                              | 0                              | 16     | 2      | 59    | 5     |
| 1981-1982             | Standard de Liège     | D1                    | 14          | 1           | -                     | -                     | C2                             | 2                              | 0                              | 4      | 0      | 20    | 1     |
| Sous-total            | Sous-total            | Sous-total            | 14          | 1           | -                     | -                     | -                              | 2                              | 0                              | 4      | 0      | 20    | 1     |
| 1982-1983             | 1.FC Nuremberg        | Bundesliga            | 32          | 1           | 1                     | 0                     | -                              | -                              | -                              | 1      | 0      | 34    | 1     |
| Sous-total            | Sous-total            | Sous-total            | 32          | 1           | 1                     | 0                     | -                              | -                              | -                              | 1      | 0      | 34    | 1     |
| 1983-1984             | FC Bâle               | LNA                   | 4           | 0           | -                     | -                     | -                              | -                              | -                              | -      | -      | 4     | 0     |
| 1984-1985             | FC Bâle               | LNA                   | 28          | 0           | -                     | -                     | -                              | -                              | -                              | -      | -      | 28    | 0     |
| 1985-1986             | FC Bâle               | LNA                   | 29          | 3           | -                     | -                     | -                              | -                              | -                              | 3      | 0      | 32    | 3     |
| 1986-1987             | FC Bâle               | LNA                   | 12          | 0           | -                     | -                     | -                              | -                              | -                              | 1      | 0      | 13    | 0     |
| Sous-total            | Sous-total            | Sous-total            | 73          | 3           | -                     | -                     | -                              | -                              | -                              | 4      | 0      | 77    | 3     |
| Total sur la carrière | Total sur la carrière | Total sur la carrière | 366         | 51          | 41                    | 10                    | -                              | 32                             | 1                              | 66     | 2      | 505   | 64    |

## Palmarès
- Champion de Suisse avec le FC Zurich : 1974 - 1975 - 1976
- Coupe de Suisse avec le FC Zurich : 1972 - 1973 - 1976
- Doublé Championnat-Coupe de Suisse : 1976
- Champion de Belgique avec le Standard de Liège : 1982
- Finaliste de la Coupe d'Europe des vainqueurs de coupe avec le Standard de Liège : 1982